# Korey Lee
Korey Bryan Lee (Escondido, California, 25 de julio de 1998), más conocido como Korey Lee, es un jugador profesional estadounidense de béisbol que se desempeña en la posición de cácher en Chicago White Sox, equipo de las Grandes Ligas de Béisbol (MLB).

## Carrera
Lee hizo su debut en la MLB con el equipo Houston Astros, en el cual jugó una temporada (2022), después pasó a Chicago White Sox, donde lleva jugando dos temporadas.